# Nedrick Young
Nedrick Young (* 23. März 1914 in Philadelphia, Pennsylvania; † 16. September 1968 in Los Angeles, Kalifornien) war ein US-amerikanischer Filmschauspieler und Drehbuchautor, der unter seinem Pseudonym Nathan E. Douglas 1959 den Oscar in der Kategorie Bestes Originaldrehbuch für Flucht in Ketten erhielt.

## Leben
Young leistete während des Zweiten Weltkrieges seinen Militärdienst in der US Army und begann noch während des Krieges eine Laufbahn als Schauspieler in Filmproduktionen der Warner Bros. Sein Debüt gab er 1942 in dem Film Bombs Over Burma von Joseph H. Lewis und spielte anschließend bis zu seinem Tod Rollen in fast 30 Filmen unter dem Künstlernamen Ned Young.
Nach dem Zweiten Weltkrieg begann er auch als Drehbuchautor zu arbeiten, wurde aber wegen des Eintretens für seine Rechte nach dem 5. Zusatzartikel zur Verfassung der Vereinigten Staaten, insbesondere in Bezug auf das Recht auf Verweigerung der Aussage gegen sich selbst, 1953 vor dem US Senate Government Operations Committee unter dem Vorsitz von Senator Joseph McCarthy auf die „Schwarze Liste“ gesetzt, was einem Berufsverbot gleichkam.
Das Drehbuch für Stanley Kramers Flucht in Ketten schrieb er daher unter Pseudonym Nathan E. Douglas. 1959 wurde er gemeinsam mit Harold Jacob Smith mit dem Oscar für das beste Originaldrehbuch ausgezeichnet. Zudem erhielten er und Smith auch den Edgar Allan Poe Award für das beste Filmdrehbuch, den New York Film Critics Circle Award für das beste Drehbuch (1958) sowie den Writers Guild of America Award für das beste amerikanische Drama (1959).
Bei der Oscarverleihung 1961 war er gemeinsam mit Smith für den Oscar für das beste adaptierte Drehbuch nominiert, und zwar für Wer den Wind sät (1960) von Stanley Kramer.
Ein weiterer bekannter Film nach einer von ihm verfassten Vorlage war Jailhouse Rock – Rhythmus hinter Gittern (1957) von Richard Thorpe.
Young war zuerst mit der Schauspielerin Frances Sage verheiratet und dann in zweiter Ehe von 1965 bis zu seinem Tod mit der Schauspielerin Elizabeth MacRae. Diese setzte sich dafür ein, dass das Ansehen ihres Mannes, das aufgrund der Schwarzen Liste der McCarthy-Ära gelitten hatte, von der Academy of Motion Picture Arts and Sciences (AMPAS) 1993 wiederhergestellt und er rehabilitiert wurde.

## Filmografie (Auswahl)

### Darsteller
- 1942: Bombs Over Burma
- 1943: Dead Men Walk
- 1947: Unexpected Guest
- 1948: Die Geliebte des Marschalls (The Gallant Blade)
- 1948: Blutfehde (The Swordsman)
- 1949: Rebellen der Steppe (Calamity Jane and Sam Bass)
- 1950: Gefährliche Leidenschaft (Gun Crazy)
- 1950: A Lady Without Passport
- 1951: Von Gier besessen (Inside Straight)
- 1952: Im Banne des Teufels (The Iron Mistress)
- 1952: Feuerschutz für Stoßtrupp Berta (Retreat, Hell!)
- 1953: Der scharlachrote Kapitän (Captain Scarlett)
- 1953: Das Kabinett des Professor Bondi (House of Wax)
- 1953: Zurück am Broadway (She’s Back on Broadway)
- 1958: Sturm über Texas (Terror In A Texas Town)
- 1966: Der Mann, der zweimal lebte (Seconds)

### Drehbuch
- 1946: Blonder Lockvogel (Decoy)
- 1957: Jailhouse Rock – Rhythmus hinter Gittern (Jailhouse Rock)
- 1958: Flucht in Ketten (The Defiant Ones)
- 1960: Wer den Wind sät (Inherit the Wind)
- 1968: Shadow on the Land